# Hadravova Rosička
Hadravova Rosička – wieś i gmina w Czechach, w powiecie Jindřichův Hradec, w kraju południowoczeskim. Według danych z dnia 1 stycznia 2014 liczyła 53 mieszkańców.